# شهرستان تولچا
شهرستان تولچا (به لاتین: Tulcea County) یک județ در رومانی است که در رومانی واقع شده‌است.

## خصوصیات
شهرستان تولچا ۲۶۵٬۳۴۹ نفر جمعیت دارد.